# Srbe na vrbe
Srbe na vrbe! šovinistički je slogan izveden iz pjesme Bojni grom objavljene u ljubljanskom dnevnom listu Slovenec 27. srpnja 1914. godine, dan prije nego što je Austro-Ugarska objavila rat Kraljevini Srbiji. Prema F. Koblaru, autor pjesme katolički je svećenik Franjo Neubauer, koji je službovao u Rumi i Zemunu. Slogan je prvi uzvikivao odvjetnik dr. Marko Natlačen, nakon recitiranja pjesme na  prohabsburškom skupu u centru Ljubljane na dan objave rata, 28. srpnja 1914. Natlačen je preživio Prvi svjetski rat, a poslije je u Kraljevini Jugoslaviji postavljen za bana Dravske banovine.[nedostaje izvor]
Ustaški ideolog Mile Budak propagirao je protusrpske,  protukomunističke i protužidovske stavove nizom govora na radiju i unutrašnjosti Hrvatske. Više je dokaza da je poklič Srbe na vrbe! izrekao na skupu u Varaždinu u svibnju 1941., uz onaj o potrebi rješenja »srpskog pitanja« tako da se trećinu raseli, trećinu pokrsti, a trećinu pobije. Slogan ekstremisti u Hrvatskoj koriste i danas.

## Tekst pjesme
Bojni grom

Krvava pesma do nebes vpije.

Krv Ferdinova je v mes Zofije.

Zvali ste nas dolgo dni na klanja...

Iz dolge vstali smo noči in spanja.

S kanoni vas pozdravimo, vi Srbi,

Dom hladan vam postavimo ob vrbi...

V imenu Božjem pride k vam armada,

Pogledat, kaj se sveti tam z Belgrada

Očistimo vam sveti križ od praha,

Za nas je bojni grom in piš bez straha.

Nožnicam mač izderemo bliskavi,

Da prestol vam operemo krvavi.

Z zeleno vam odenemo odejo,

Na veke vam zaklenemo vso mejo.

Pravične stvari plačamo dolgove,

Zmagalci spet se vračamo v domove.